# KBS 2TV 주말 사극
《KBS 2TV 주말 사극》은 대한민국의 KBS 2TV에서 매주 토요일과 일요일에 방송되었던 TV 드라마 사극 작품이다.

## 작품 리스트
|  | - 아래의 텔레비전 드라마 중 2002년 11월 이후에 시청 가능 연령을 표시하는 드라마 등급 제도를 의무적으로 시행하고 있습니다. - 2017년 3월 1일부터 TV 프로그램 등급 표시 외에 주제, 폭력성, 선정성, 언어, 모방 위험 등 분류 사유 표시를 의무적으로 시행하고 있습니다. |

### 2000년대
- 《대왕 세종》 : 2008년 4월 5일 ~ 2008년 11월 16일
- 《천추태후》 : 2009년 1월 3일 ~ 2009년 9월 27일

### 2020년대
- 《고려 거란 전쟁》 : 2023년 11월 11일 ~ 2024년 3월 10일

## 같이 보기
- KBS 1TV 주말 특별기획 드라마
- KBS 1TV 주말 사극
- KBS 대하드라마